# Nowa Wieś (Żyrardów)
Pour les articles homonymes, voir Nowa Wieś.
Nowa Wieś (prononciation : [ˈnɔva ˈvjɛɕ]) est un village polonais de la gmina de Wiskitki dans le powiat de Żyrardów de la voïvodie de Mazovie dans le centre-est de la Pologne.
Il se situe à environ 11 kilomètres à l'ouest de Wiskitki (siège de la gmina), 13 kilomètres à l'ouest de Żyrardów (siège de la Powiat) et à 54 kilomètres à l'ouest de Varsovie (capitale de la Pologne).
Le village possède approximativement une population de 200 habitants en 2006.

## Histoire
De 1975 à 1998, le village appartenait administrativement à la voïvodie de Skierniewice.